# Dolcedo
Dolcedo es una localidad y comune italiana de la provincia de Imperia, región de Liguria, con 1.439 habitantes.

## Evolución demográfica
| Gráfica de evolución demográfica de Dolcedo entre 1861 y 2001 |
|                                                               |
| Fuente ISTAT - elaboración gráfica de Wikipedia               |